# Крістофер Кондент
Крістофер Кондент (англ. Christopher Condent, активний в 1719—1723рр, народився у Плімуті, Девон) — англійський пірат, який очолив нове повернення карибських піратів по маршруту Піратського раунду до Індійського океану.

## Ім'я
Справжнє ім'я Крістофера Кондента невідоме. Він був відомий під прізвищами Кондент, Конгдон, Коннер і Конделл; також виникають різні імена, зокрема Вільям, Крістофер, Едмонд, Едвард або Джон. Найбільш часто він вказується як Крістофер Кондент, але, мабуть, найбільше відомий просто як «Однорукий Біллі».

## Біографія
Під час подорожі через Атлантичний океан Кондент убив на свойому кораблі члена екіпажу-індійця, який погрожував підпалити пороховий льох судна. Незабаром після цього корабель захопив торгове судно Duke of York. Після суперечки команда розділилася між двома кораблями, а Кондент був обраний капітаном шлюпа.
Після 1718 року, коли Вудс Роджерс став губернатором Багамських островів із завданням очистити Карибське море від піратів, Кондент і його команда залишили піратський притулок на Нью-Провіденс. На островах Кабо-Верде Кондент і його люди захопили корабель з португальським вином. Потім Кондент відплив до Бразилії, де захопив більше кораблів, час від часу відрізаючи вуха та носи португальським в'язням. Потім він повернувся в район навколо островів Кабо-Верде, де біля Сантьяго захопив флотилію з двадцяти невеликих кораблів і голландський військовий шлюп. Кондент залишив захоплений військовий корабель собі і назвав його «The Fiery Dragon».
Кондент захопив англійське судно «Wright», португальський корабель і голландське судно з 26 гарматами. Залишивши «Wright» собі, він привів флот із трьох кораблів до Золотого узбережжя (Гана), де вони захопили «Indian Queen», «Fame» та ще одне голландське судно.
В квітні 1719 року Кондент досяг Мадагаскару та створив базу на острові Сент-Марі. Інші карибські пірати, такі як Едвард Інгленд і Джон Тейлор на кораблі «Pearl» та Олів'є Левассер також пішли по шляху Кондента з Нью-Провіденс на Мадагаскар.
На Мадагаскарі Кондент прийняв на свій корабель частину старої команди Джона Голзі, корабель яких зазнав кораблетрощі під час урагану на Мадагаскарі ще у 1708 році. Він використовував їхні знання місцевих вод, коли протягом року після прибуття на Мадагаскар він курсував у пошуках здобичі між узбережжям Індії та Червоним морем.
У 1720 році, біля Бомбея, Кондент та його команда захопили велике арабське судно, на якому виявився  великий вантаж скарбів та цінностей, вартість яких становила близько 150,000 £. На той час постійна присутність Королівського флоту в Індійському океані істотно збільшилувала ризики піратів, і щоб менше дратувати Британську Ост-Індську компанію, Кондент наказав екіпажу не завдавати шкоди членам екіпажу та пасажирам захопленого арабського судна.
Кондент та його команда повернулися на острів Сент-Марі, де розділили між собою захоплену здобич, що дало приблизно по 3000 фунтів стерлінгів кожному. У 1721 році Кондент і сорок інших членів його команди відпливли на острів Бурбон, де домовилися з французьким губернатором про помилування. Двадцять або більше чоловік з екіпажу осіло на острові. Кондент одружився з родичкою губернатора, а в 1723 році відплив до Франції, де оселився зі своєю дружиною в Бретані та став багатим купцем у Сен-Мало.

## Прапор

Версія піратського прапора Веселий Роджер, що приписується Крістоферу Конденту

Варіант піратського прапора Веселий Роджер, який зазвичай асоціюється з Кондентом — три черепа та схрещені кістки на чорному прапорі — вперше з'явився в Mariner's Mirror у 1912 році, де він датований 1704 роком та не приписується Конденту. Подібний малюнок був надрукований у «Фрегатах Чорної стіни» Безіла Лаббока в 1922 році та в «Піратстві у Вест-Індії та його придушенні» Ф. Бредлі в 1923 році, знову без привязок до Кондента. Чарльз Грей приписав цей прапор Конденту в 1933 році в «Піратах східних морів», але без наведення жодних доказів. Немає жодних тогочасних джерел, які б описували йому цей прапор.

## Спадщина
Корабель Крістофера Кондента «The Fiery Dragon» загорівся і затонув у 1721 році біля узбережжя острова Сент-Марі на Мадагаскарі. Знайдені біля Сент-Марі в 2015 році професійним мисливцем за скарбами Баррі Кліффордом залишки стародавнього корабля спочатку ідентифікувались як «Adventure Galley» Вільяма Кідда, а згодом як «The Fiery Dragon» Крістофера Кондента. Однак аналіз ЮНЕСКО відкриття Кліффорда засвідчив, що замість цього Кліффорд знайшов не пов'язаний з цими піратами корабель азійського походження.